# Daliansaurus
Daliansaurus é um gênero do pequeno dinossauro terópode troodontídeo, medindo aproximadamente 1 metro de comprimento do Cretáceo Inferior da China. Ele contém uma única espécie, D. liaoningensis, batizada em 2017 por Shen e seus colegas.

## Descrição
Possuía similaridades em tamanho ao Sinovenator e Sinusonasus. Típico de troodontídeos avançados, os arcos neurais são fundidos ao centro vertebral na vértebra dorsal (tronco) do único espécime conhecido. No geral, o Daliansaurus é muito semelhante a seus parentes mais próximos, mas difere deles de maneiras sutis.